# بنجر السكر (مطروح)
قرية بنجر السكر هي إحدى القرى التابعة لمركز الحمام في محافظة مطروح في جمهورية مصر العربية. حسب إحصاءات سنة 2018، بلغ إجمالي السكان في بنجر السكر 23,779 نسمة، منهم 14,146 رجل و 9,633 امرأة و تعتبر أعلى قرية سكانا في محافظة مطروح.